# الكونتيسة حافية القدمين (فلم)
الكونتيسة حافية القدمين (بالإنجليزية: The Barefoot Contessa) هو فيلم دراما تم إنتاجه في الولايات المتحدة وصدر في سنة 1954. الفيلم من إخراج جوزيف مانكيفيتس وكتابة جوزيف مانكيفيتس.

## بطولة
- همفري بوغارت
- آفا غاردنر

## الميزانية والإيرادات
حقق أرباحا تقدر بـ 3.25 مليون دولار ().

### ترشيحات وجوائز
| السنة | الحدث          | الفئة                  | النتيجة  |
| ----- | -------------- | ---------------------- | -------- |
|       | جائزة الأوسكار | أفضل ممثل في دور مساعد | فـــــوز |

## وصلات خارجية
- مقالات تستعمل روابط فنية بلا صلة مع ويكي بيانات

1. ↑  Mankiewicz، Tom؛ Crane، Robert (14 مايو 2012). My Life as a Mankiewicz: An Insider's Journey through Hollywood. University Press of Kentucky. ص. 264. ISBN:0-8131-4057-9. مؤرشف من الأصل في 2020-03-08.
2. ↑  Sadoul، Georges (1 يناير 1972). Dictionary of Film Makers. University of California Press. ص. 166. ISBN:978-0-520-02151-8. مؤرشف من الأصل في 2020-02-14.
3. ↑   نسخة محفوظة 10 نوفمبر 2017 على موقع واي باك مشين.